# Kirche Clerf

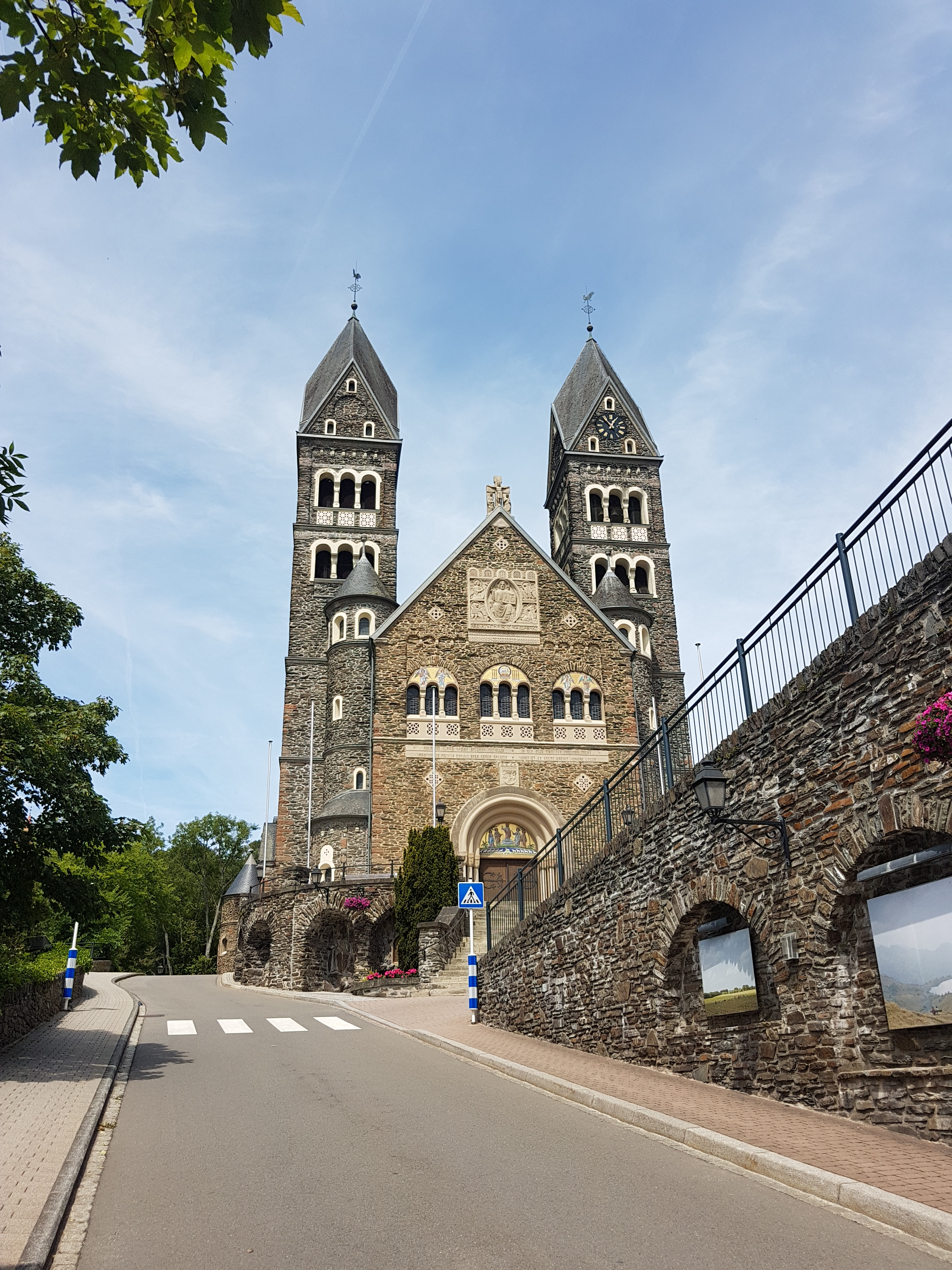
Westseite der Kirche – Montée de l’église

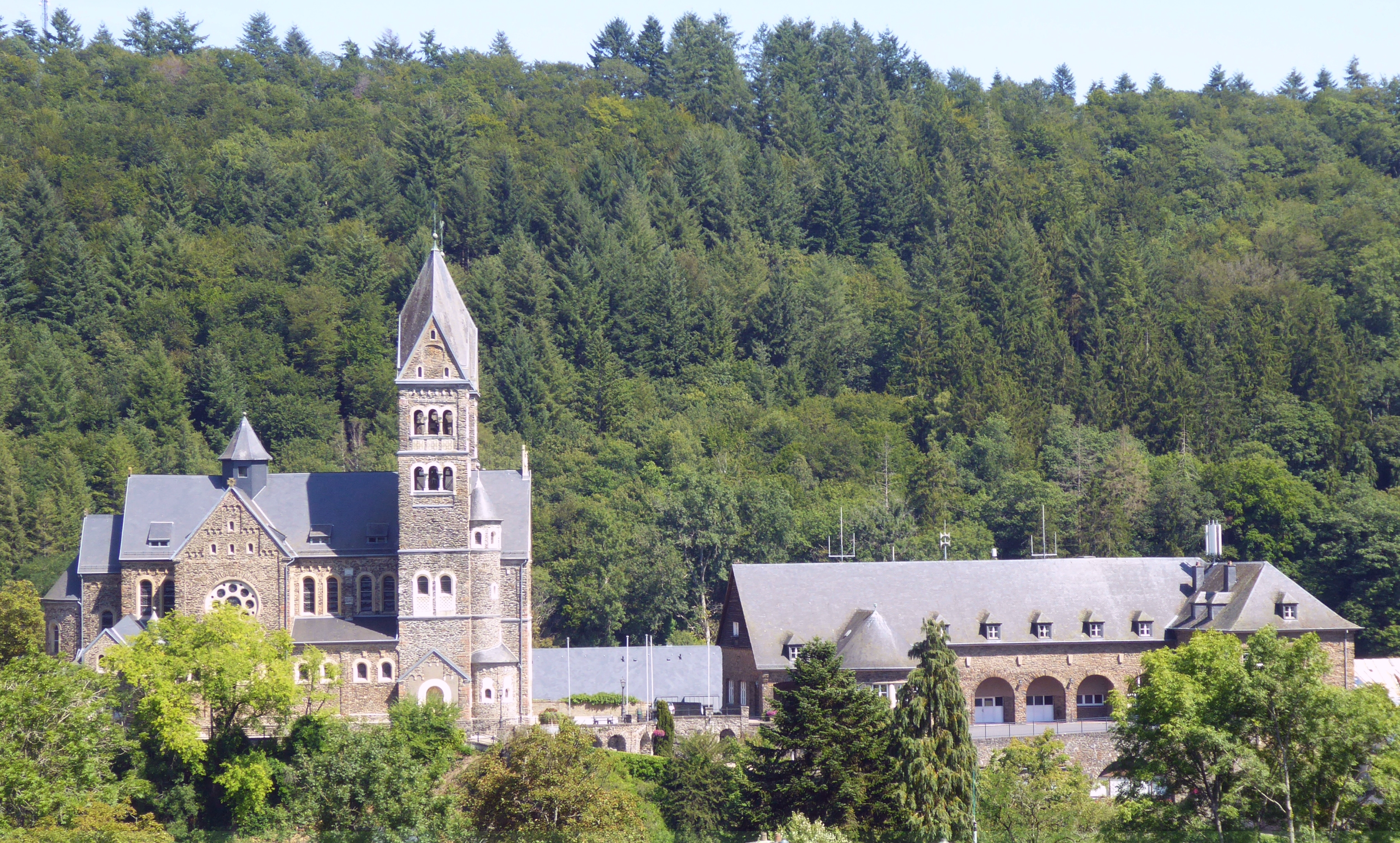
„Église Saints-Côme-et-Damien“. der Komplex der Pfarrkirche von Clerf (2019)

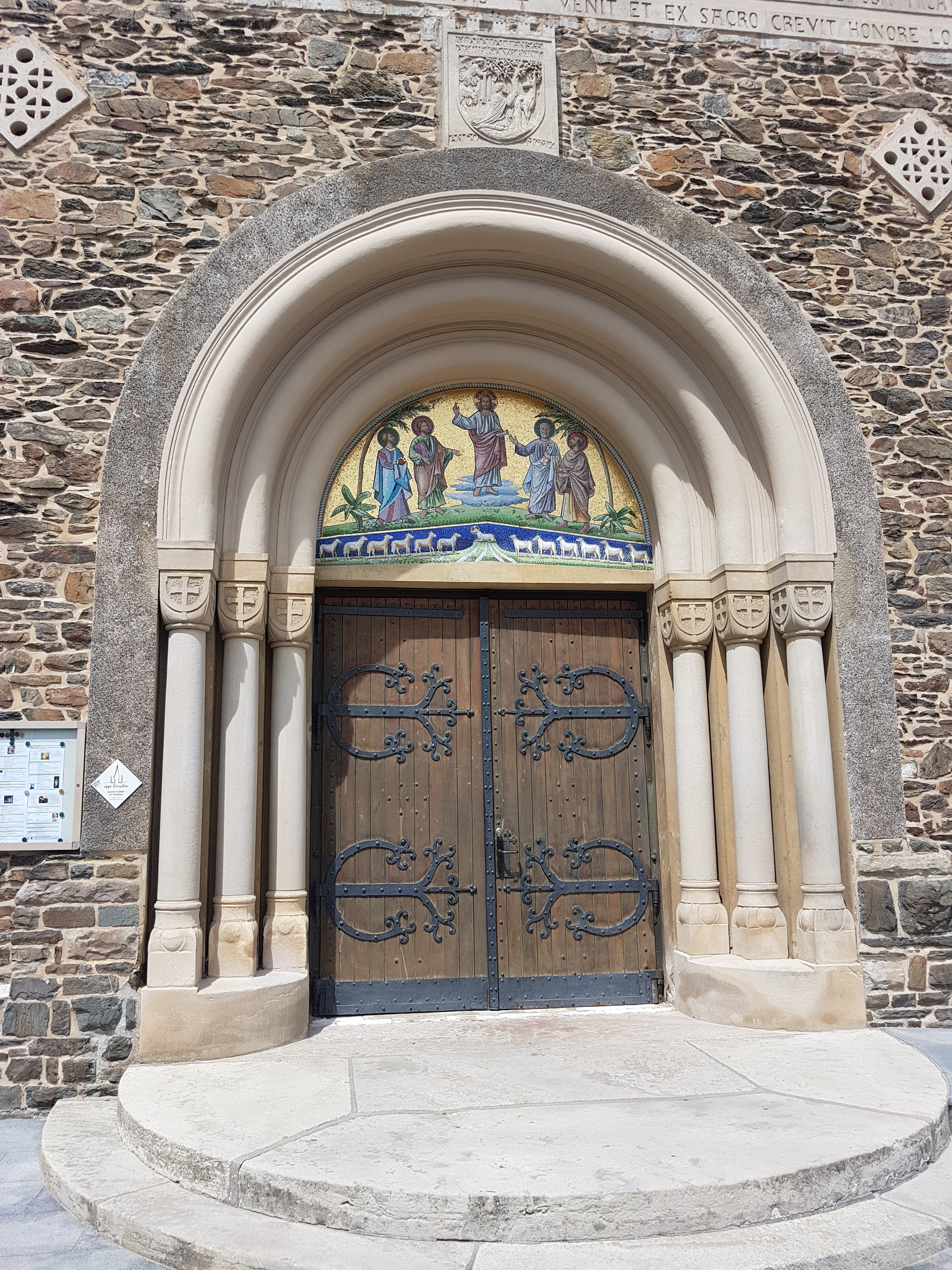
Hauptportal

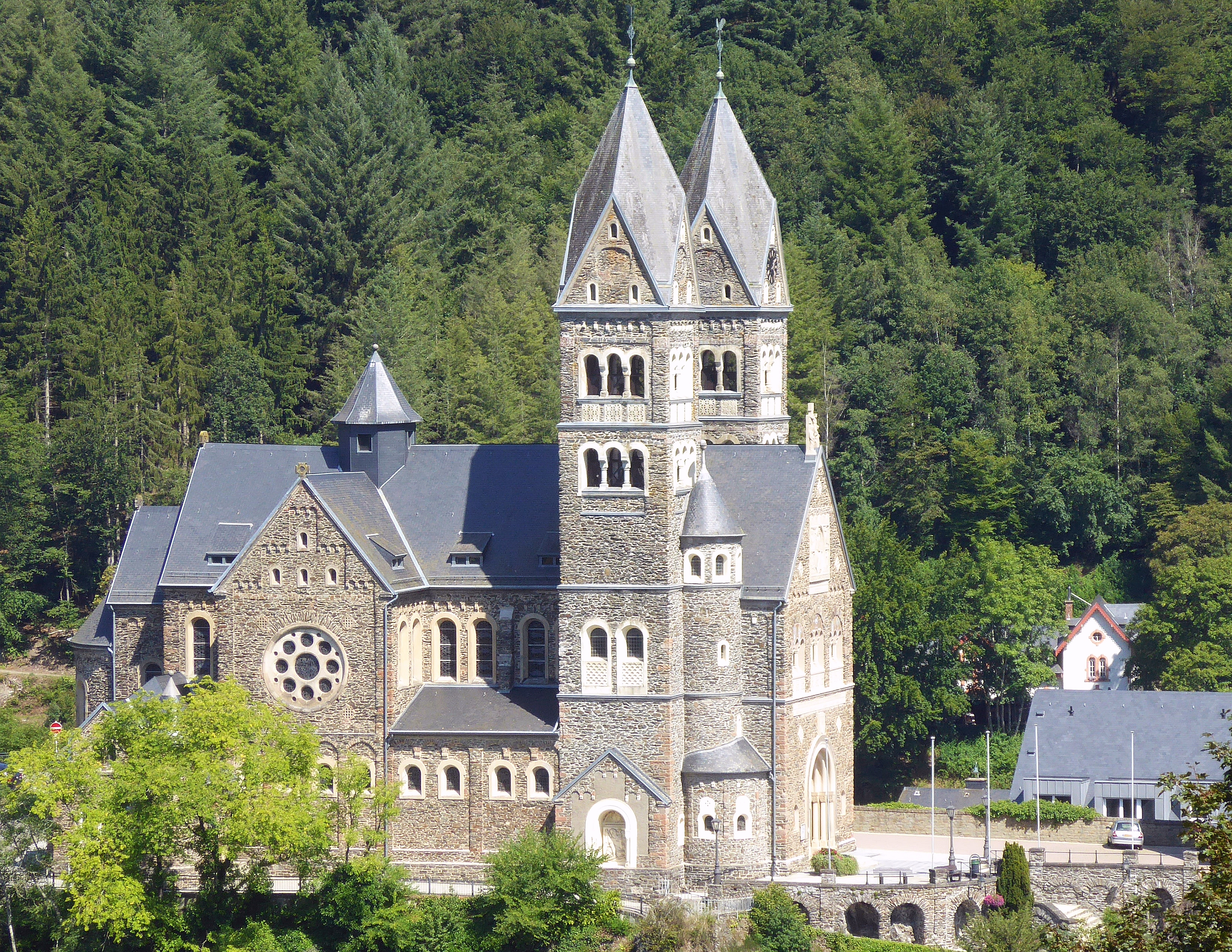
Die romanische Pfarrkirche zu Clerf aus dem Jahr 1912, Südseite (2019)

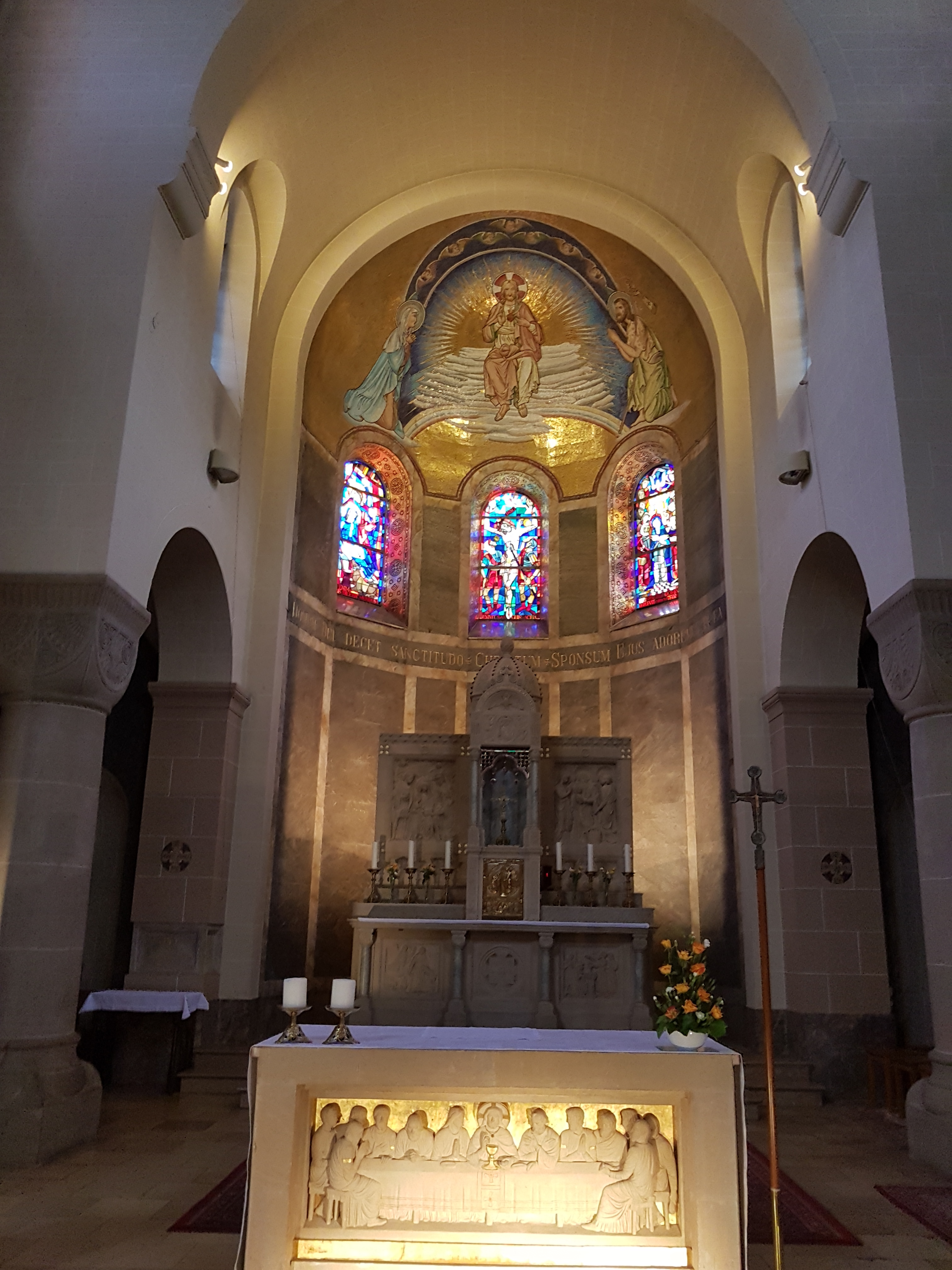
Chor und Altar

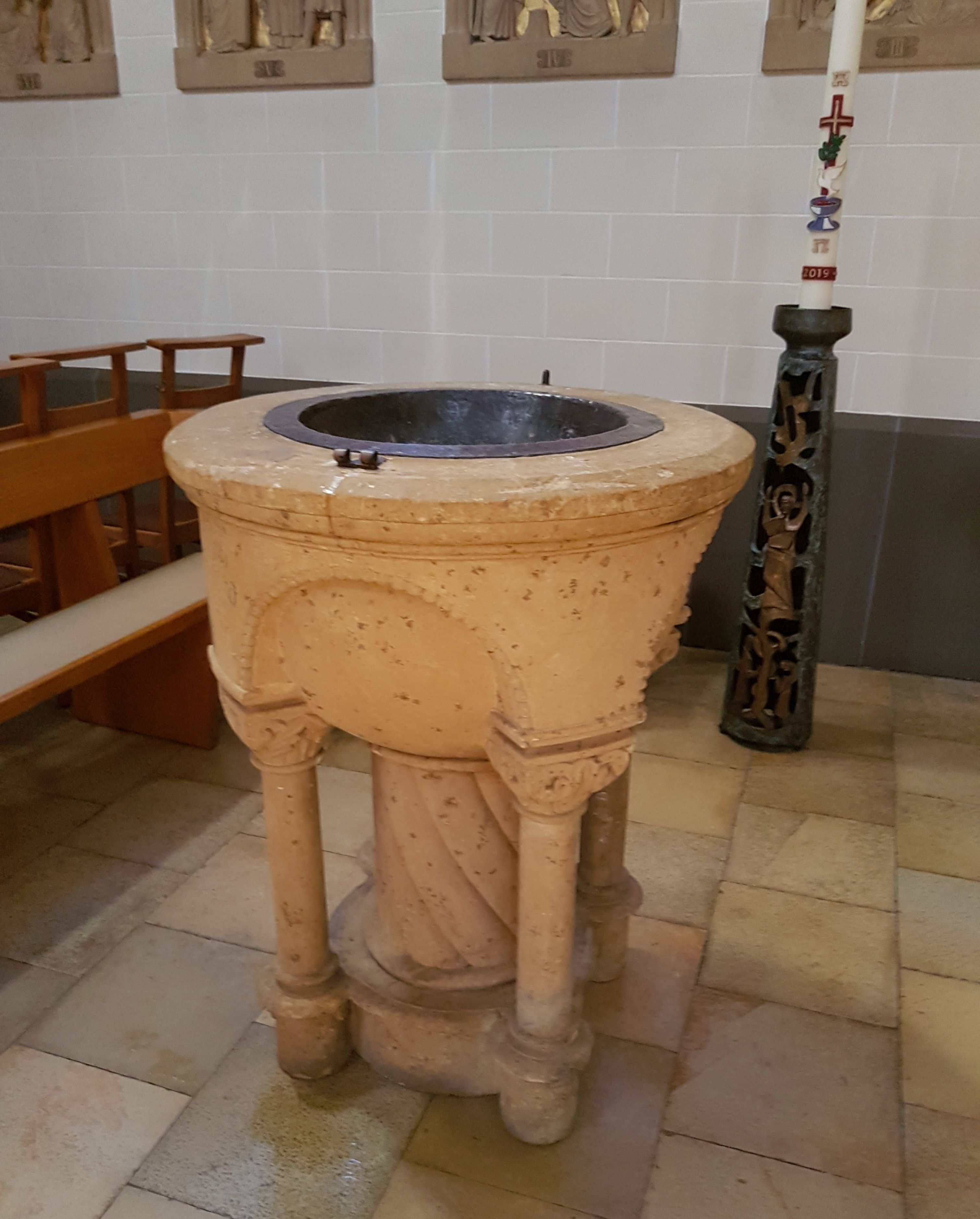
Taufbecken von Lambert Piedboeuf

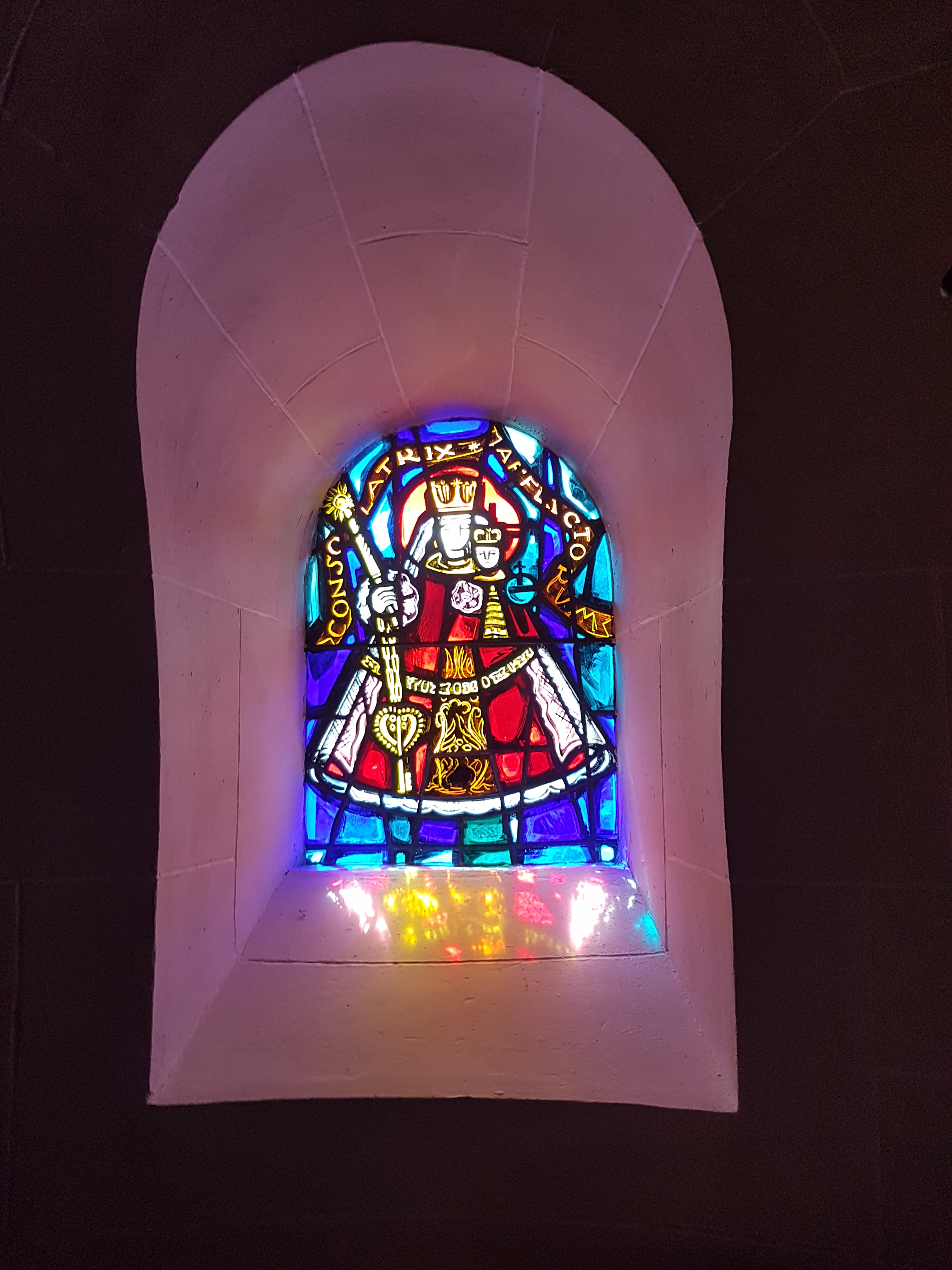
Gnadenbild der Trösterin der Betrübten

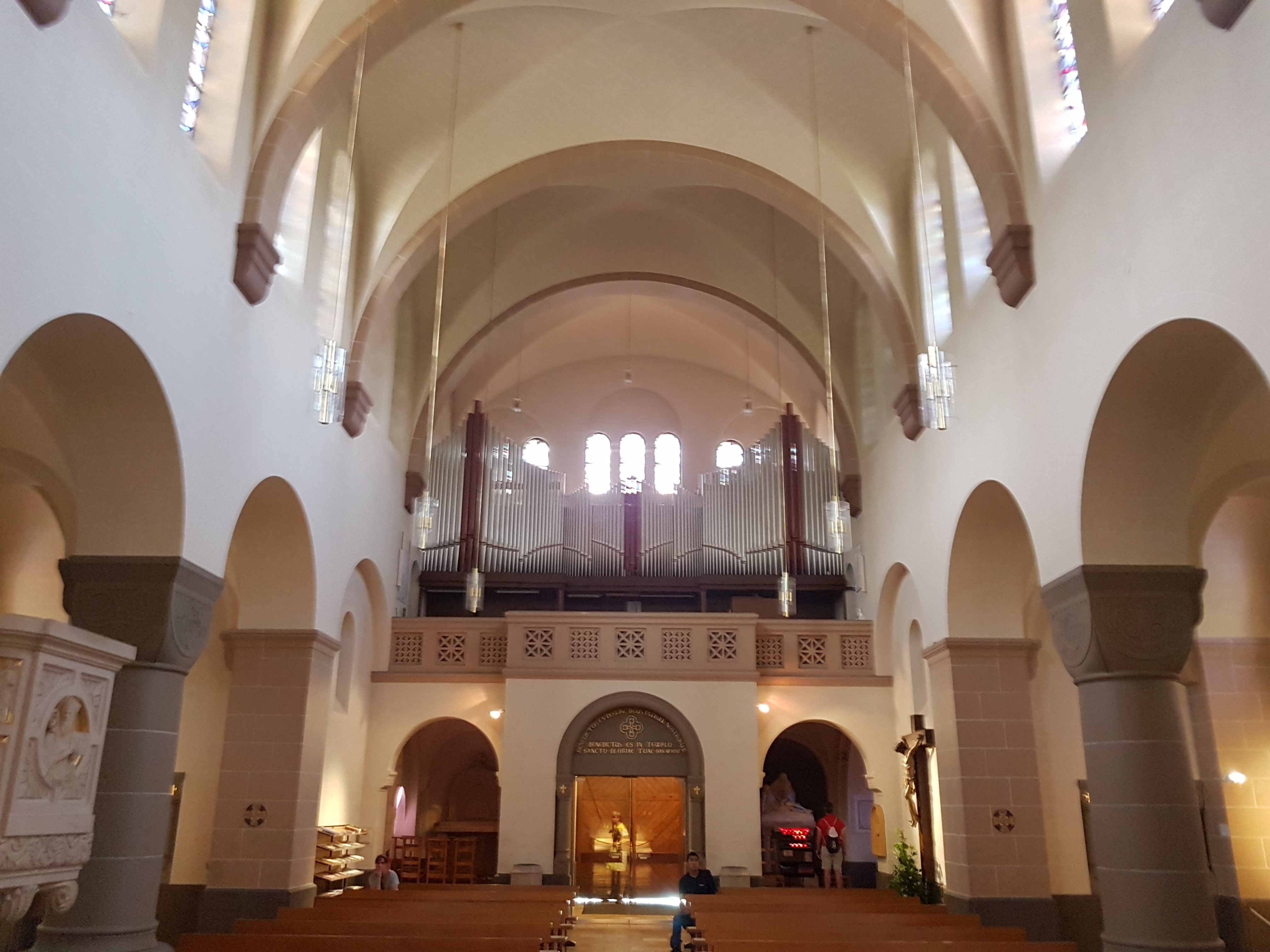
Blick zur Orgel

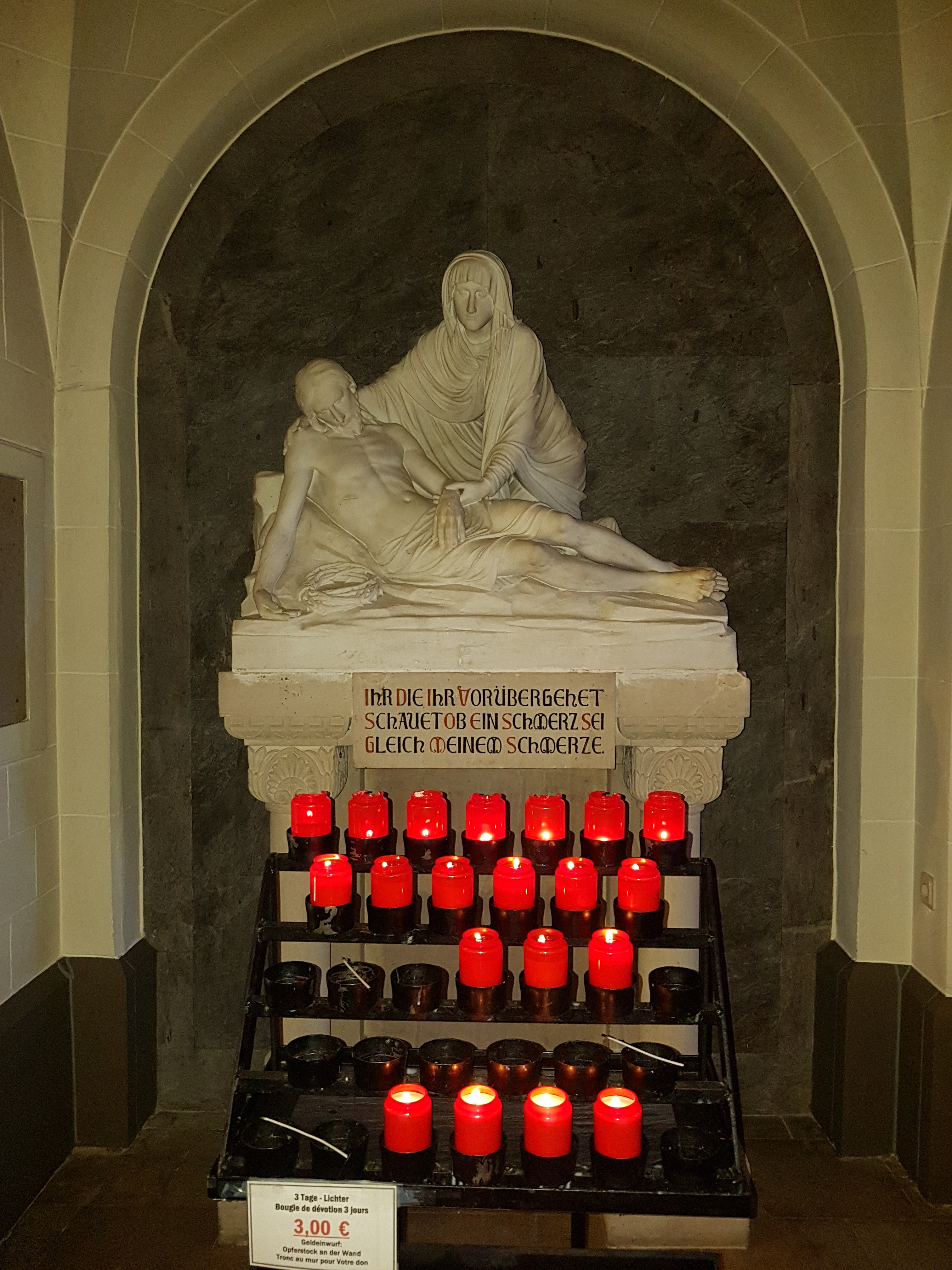
Pietà von Lambert Piedboeuf

Die römisch-katholische Kirche in Clerf (auch: Kirche St. Cosmas und Damian; luxemburgisch: Kierch zu Klierf; franz.: Église Saints-Côme-et-Damien) in der Montée de l’église  in der Gemeinde Clerf (lux.: Klierf; franz.: Clervaux) gehört zur Pfarrei Clierf  Saint-Benoît und damit zum Erzbistum Luxemburg (lux.: Äerzbistum Lëtzebuerg), welches das gesamte Großherzogtum Luxemburg umfasst.
Die Patrone der Kirche sind die beiden Brüder Kosmas und Damian, Ärzte und Märtyrer, deren Fest am 26. September gefeiert wird.

## Geschichte
Die Kirche wurde zwischen 1910 und 1912 nach Plänen des niederländischen Architekten Johannes Franziskus Klomp (1865–1946) erbaut, der auch  etwa zeitgleich die Benediktinerabtei Clerf entwarf, und am 21. März 1913 eingeweiht. Wesentlicher Förderer des Bauwerkes war der Bürgermeister von Clerf (1895–1917), Emile Prüm (5. Januar 1857 bis 19. Januar 1928), der auch innerhalb und außerhalb der Kirche mit einer Gedenktafel bedacht ist.

## Gebäude
Das Kirchengebäude weist sowohl außen wie innen gleichmäßige und ruhige Proportionen auf, die auf das Quadrat zurückgeführt werden können, gleichzeitig aber eine gewisse Monumentalität ausstrahlen sollen. Durchgehend werden urchristliche Symbole verwendet.

### Außen
Das im spätromanischen Stil gehaltene Gebäude der Kirche in Clerf beherrscht als baulicher Gegenpol zum Schloss Clerf die Stadt Clerf. Die westliche, dem Schloss gegenüberliegende Doppelturmfassade ist dabei dominierend. Weitere kleinere Türme sind vorhanden und verleihen dem Gebäude eine spielerische Note.
Das Gebäude besteht aus Bruchstein aus den Ardennen und hat, wie auch die Benediktinerabtei Clerf, einen basilikaartigen Grundriss, ähnlich dem klassischen Aufbau romanischer Kirchen im Rheinland.
Oberhalb des Hauptportals befindet sich im Bogenfeld (Tympanon) eine Schmuckfläche, die einem Mosaik aus der Kirche SS. Cosma e Damiano in Rom nachempfunden ist. Das Mosaik zeigt eine Paradieslandschaft, in der Mitte Christus, umgeben von den Aposteln Paulus (mit Buch) und Simon Petrus (mit Schlüssel) sowie den Märtyrern Kosmas und Damian, die goldene Kronen in den Händen tragen. Im linken oberen Teil des Rundbogens befindet sich eine kleine Darstellung des sagenhaften Vogels Phönix. Unterhalb der Figurendarstellung – in der Mitte – befindet sich das Lamm Gottes, von dem aus die vier Paradiesflüsse ausgehen. Links und rechts zwölf Schafe, welche die zwölf Apostel symbolisieren.
Direkt über dem Hauptportal, aufgesetzt auf den Rundbogen, befindet sich das Freiheitswappen von Clerf mit der Darstellung des hl. Huberts von Lüttich. Clerf gehörte bis zum Ende des französischen Königreichs der Bourbonen (Ancien Régime) 1801 zum Bistum Lüttich.
Oberhalb der Hauptportals, im Giebelfeld, befindet sich ein Relief von Lambert Piedboeuf (1863–1950), welches Christus als Weltenherrscher mit einem aufgeschlagenen Buch zeigt und ringsum vier Reliefs, auf denen die vier Evangelistensymbole zu sehen sind: der Stier für Lukas, der Adler für Johannes, der Löwe für Markus und ein Mensch für den Evangelist Matthäus. Diese Symbole finden sich auch dominierend auf dem Altar der Benediktinerabtei in Clerf. Lambert Piedboeuf hat auch die Kreuzigungsgruppe an der Giebelspitze der Kirche in Clerf geschaffen.
Auf der linken Seite des Hauptportals befindet sich ein Mosaik mit der Darstellung des hl. Felix (Papst Felix IV. (III.) hatte 527 die Kirche den Märtyrern Kosmas und Damian in Rom geweiht). Rechts befindet sich das Mosaik mit der Darstellung des hl. Theodor.

### Innen
Im Inneren der Kirche hat Lambert Piedboeuf  1912 bis 1925 eine Vielzahl an Werken geschaffen, so z. B. die Pietà in der linken Eingangskapelle, die Seitenaltäre, die Predigtkanzel, die Kreuzwegstationen, das Taufbecken, den Zelebrationsaltar (frühere Kommunionbank).
Die Kuppel des Chorraums wird von einem Mosaik des auf Wolken thronenden Weltenherrschers, flankiert von Maria (links) und Johannes dem Täufer (rechts) dominiert. Das gut sichtbare rote Herz soll auf die Herz-Jesu-Verehrung hinweisen.

### Glasfenster
Die ursprünglichen Glasfenster wurden durch die Kämpfe um und in Clerf im Zweiten Weltkrieg (siehe: Ardennenoffensive, auch: Rundstedt-Offensive bzw. engl.: Battle of the Bulge) weitgehend zerstört und 1947 bis 1966 vom Luxemburger Künstler Gustav Zanter neu geschaffen.

### Orgel
Die ursprünglich eingebaute Orgel aus dem Jahr 1900 von der Orgelbauwerkstatt Gebrüder Müller aus Reifferscheid wurde ebenfalls im Zweiten Weltkrieg während der Ardennenoffensive weitgehend zerstört. 1955 wurde von „Manufacture d’orgues G. Haupt, succ.“ aus Lintgen eine neue Orgel mit 44 Registern auf drei Manualen und Pedal eingebaut, die 2000 vom Orgelbauer U. Lohmann aus Hamm in Westfalen überholt wurde.

## Glocken
Im Kirchturm befinden sich fünf Glocken mit den Schlagtönen b '(la) – as' (sol) – ges '(fa #)  – es' (mib) – d '(re). 
- Die drei ältesten Glocken mit Reliefs biblischer Szenen stammen aus dem Vorgängerbau, der Freiheitskapelle und wurden von Gousel-François aus Metz geliefert.
- Eine weitere Glocke, als Vater-Unser-Glocke bezeichnet, wurde 1895 von der Glockengießerei Mabilon aus Saarburg gegossen.
- Am 18. März 2012 wurde anlässlich des 100. Jubiläums der Kirchenweihe eine fünfte Glocke von Erzbischof Jean-Claude Hollerich geweiht. Diese Glocke wurde in der Glockengießerei Eijsbouts in Asten (Niederlande) gegossen, ihr Schlagton ist d '(re) bei einem Gewicht von 1642 kg und einem Durchmesser von 1390 mm.

1933 wurde von Mabilon ein achtstimmiges Glockenspiel hergestellt, das 2002 auf zwölf Glocken erweitert wurde.